# Provincia de Chungcheong del Sur
Chungcheong del Sur (en hangul, 충청남도; en hanja, 忠清南道; romanización revisada, Chungcheongnam-do; McCune-Reischauer, Ch'ungch'ŏng-namdo) es una de las nueve provincias, que junto a las seis ciudades metropolitanas, la ciudad especial y la ciudad autónoma especial, forman Corea del Sur. Su capital es Hongseong. 
Está situada en el centro-oeste del país, limitando al oeste y norte con el Mar Amarillo, al este con Chungcheong del Norte, Sejong y Daejeon, y al sur con Jeolla del Norte. Con 3 375 000 habitantes en 2011 es la segunda provincia más poblada —por detrás de Gyeonggi— y con 320 hab/km² es la segunda más densamente poblada, nuevamente por detrás de Gyeonggi. 
Se creó en 1896 a partir de la mitad suroeste de la antigua provincia de Chungcheong. 

## Geografía
La provincia forma parte de la región de Hoseo, limitando al oeste con el mar Amarillo, al norte con la provincia de Gyeonggi, al sur con Jeolla del Norte y al este con Chungcheong del Norte.

## Recursos
Un tercio de la superficie de la provincia está cultivado; también son importantes la producción de sal, a la que se dedican 220 km² de costa, y la piscicultura.
También destaca la minería, sobre todo de carbón; además, existen minas de oro, plata, monazita (un mineral con torio y lantano) y circonio.

## Atractivos turísticos
El monte Gyeryon, con 845 metros de altura, es el punto más alto de la provincia. Se encuentra en un parque nacional, destacado por sus formaciones rocosas y por la presencia de templos antiguos.
En 1978 se creó el parque nacional Marino Taean, en el que se encuentran algunas de las mejores playas del país.

## División administrativa
Chungcheong del Sur se divide en 7 ciudades (Si o Shi) y 9 condados (Gun). A continuación se indican sus nombres en alfabeto latino, Hangul y Hanja.

### Ciudades
- Asan (아산시, 牙山市).
- Boryeong (보령시, 保寧市).
- Cheonan (천안시, 天安市).
- Gongju (공주시, 公州市).
- Nonsan (논산시, 論山市).
- Seosan (서산시, 瑞山市).
- Gyeryong (계룡시, 鷄龍市).
- Dangjin (당진시, 唐津市).

### Condados
- Condado de Buyeo (부여군, 扶餘郡).
- Condado de Cheongyang (청양군, 青陽郡).
- Condado de Geumsan (금산군, 錦山郡).
- Condado de Hongseong (홍성군, 洪城郡).
- Condado de Seocheon (서천군, 舒川郡).
- Condado de Taean (태안군, 泰安郡).
- Condado de Yesan (예산군, 禮山郡).